# Table des caractères Unicode/UA830
Cette page contient des caractères spéciaux ou non latins. S’ils s’affichent mal (▯, ?, etc.), consultez la page d’aide Unicode.
Table des caractères Unicode U+A830 à U+A83F.

## Formes numériques communes indiennes(Unicode 5.2)
Fractions et signes communs à diverses écritures du Nord de l’Inde, parfois utilisées également dans plusieurs écritures indiennes du Sud, dont le kannara et le malayalam : formes numériques de fractions communes (un quart, un demi et trois quarts : U+A830 à U+A832 ; un seizième, un huitième et trois seizièmes : U+A833 à U+A835), signe un quart (U+A836), signe d’absence d’unité (U+A837), symbole monétaire indien du nord de la roupie (U+A838), signe de quantité pour poids et mesures (U+A839).

### Table des caractères
| en fr  | 0 | 1 | 2 | 3 | 4 | 5 | 6 | 7 | 8 | 9 | A | B | C | D | E | F |
| ------ | - | - | - | - | - | - | - | - | - | - | - | - | - | - | - | - |
| U+A830 | ꠰ | ꠱ | ꠲ | ꠳ | ꠴ | ꠵ | ꠶ | ꠷ | ꠸ | ꠹ |   |   |   |   |   |   |